# The Hurricane (1937)
The Hurricane é um filme de aventura estadunidense, realizado em 1937, dirigido por  John Ford e produzido por Samuel Goldwyn. O climax sobre um catastrófico furacão que devasta uma ilha da Polinésia Francesa contou com notáveis efeitos especiais criados por James Basevi. James Norman Hall, tio do protagonista Jon Hall, co-escreveu o romance do mesmo nome que serviu de base ao roteiro.

## Elenco
- Dorothy Lamour...Marama
- Jon Hall...Terangi
- Mary Astor...Madame Germaine De Laage
- C. Aubrey Smith...Padre Paul
- Thomas Mitchell...Dr. Kersaint
- Raymond Massey...Governador Eugene De Laage
- John Carradine...carcereiro
- Jerome Cowan...Capitão Nagle
- Al Kikume...Chefe Mehevi
- Kuulei De Clercq...Tita
- Layne Tom Jr....Mako

## Sinopse

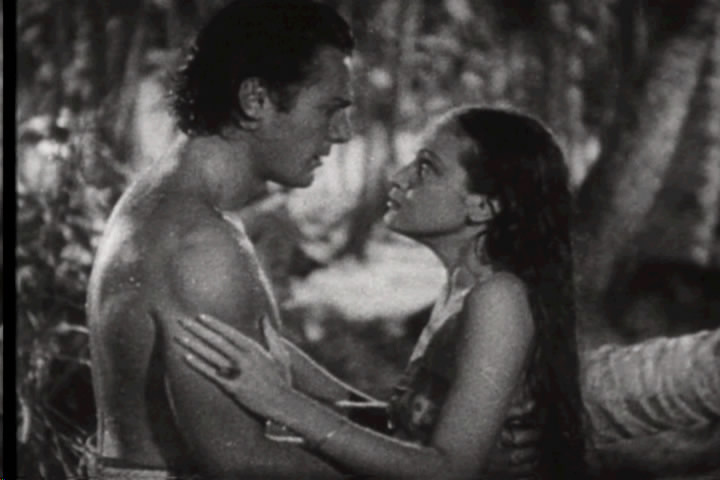
O casal protagonista interpretado por Jon Hall e Dorothy Lamour, em cena do trailer do filme

Ao passar de navio por uma ilha dos Mares do Sul deserta e em ruínas, o médico francês, Dr. Kersaint, conta a uma amiga a trágica história do desastre que destruiu o lugar. O nome da ilha é Manukura, uma colônia francesa governada pelo Senhor De Laage. Ele estava em conflito com os nativos pois se recusava a interceder em favor de Terangi, um herói local que servia como imediato em um navio mercante e era casado com a bela Marama. Terangi fora preso ao bater em um importante homem branco num bar no Taiti e fugira depois de oito anos, reencontrando a família após navegar em uma balsa por mais de mil quilômetros. Esse momento coincide com a chegada de um terrível furacão que vai devastar a ilha.

## Premiação
O filme foi indicado a três Óscars e venceu na categoria de "Melhor Som". As indicações foram:
- Melhor Som - Thomas T. Moulton
- Melhor ator coadjuvante - Thomas Mitchell
- Melhor música original - Alfred Newman